# Japanse witte den
Japanse witte den (Pinus parviflora) is een soort uit de dennenfamilie (Pinaceae).

## Determinatie
Japanse witte den heeft een lage kroon met breed uitstaande horizontale takken. De schors is paarsachtig en heeft zwarte plekken en zwarte schubben die van de stam af krullen. De naalden zijn blauwgrijs en de kegels hebben weinig schubben.

## Verspreiding
Het natuurlijke verspreidingsgebied van Japanse witte den omvat Japan, Korea en de Koerilen.

## Trivia
- De soort wordt gebruikt als bonsai.
- In Nederland en België is de soort te vinden in pineta.

... · 
P. albicaulis (asgrijze den) · 
P. aristata (stoppelden) · 
P. balfouriana (vossenstaartden) · 
P. brutia (Turkse den) · 
P. canariensis (Canarische den) · 
P. cembra (alpenden) · 
P. contorta (draaiden) · 
P. densiflora (Japanse rode den) · 
P. halepensis (aleppoden) · 
P. heldreichii (Bosnische den) · 
Pinus hwangshanensis · 
P. jeffreyi (jeffreyden) · 
P. koraiensis (Koreaanse den) · 
P. lambertiana (suikerden) · 
P. longaeva (langlevende den) · 
P. monophylla · 
P. monticola (Amerikaanse witte den) · 
P. mugo (bergden) · 
P. muricata (bishopden) · 
P. nigra (zwarte den) · 
P. nigra subsp. laricio (Corsicaanse den)  · 
P. nigra subsp. nigra (Oostenrijkse den) · 
P. palustris (moerasden) · 
P. parviflora (Japanse witte den) · 
P. peuce (Macedonische den) · 
P. pinaster (zeeden) · 
P. pinea (parasolden) · 
P. ponderosa (gele den) · 
P. pumila (Siberische dwergden) · 
P. radiata (montereyden) · 
P. strobus (weymouthden) · 
P. sibirica (Siberische den) · 
P. sylvestris (grove den) · 
P. thunbergii (Japanse zwarte den) · 
P. wallichiana (tranenden) · 
...